# Хартвиг, Джон
Джон Хартвиг (англ. John F. Hartwig; род. 7 августа 1964, Элмхёрст, Иллинойс) — американский химик. Профессор Калифорнийского университета в Беркли, член НАН США (2012). Лауреат премии Вольфа (2019).

## Биография
Вырос близ города Скенектади (штат Нью-Йорк). Окончил Принстонский университет (бакалавр, 1986). В 1990 году в Калифорнийском университете в Беркли получил степень доктора философии по химии, занимался у Роберта Бергмана и Ричарда Андерсена. Являлся постдоком у Стивена Липпарда в Массачусетском технологическом институте (1992). С 1992 по 2006 год в Йельском университете: первоначально ассистент-профессор, с 1996 года ассоциированный профессор, с 1998 года профессор химии, именной (Irenée P. DuPont Professor) с 2004 года. С 2006 по 2011 год именной профессор (Kenneth L. Rinehart Jr. Professor) химии Иллинойсского университета в Урбане-Шампейне. С 2011 года занимает именную кафедру органической химии Калифорнийского университета в Беркли и состоит старшим научным сотрудником Национальной лаборатории им. Лоуренса в Беркли. Член Американской академии искусств и наук (2015).
Опубликовал более 350 статей, автор учебника «Organotransition Metal Chemistry: From Bonding to Catalysis».

## Награды и отличия
- A. C. Cope Scholar Award[англ.] (1998)
- Leo Hendrik Baekeland Award[нем.] (2003)
- Thieme-IUPAC Award in Synthetic Organic Chemistry (2004)
- ACS Award in Organometallic Chemistry (2006)
- Sackler-Preis[нем.] (2007)
- Tetrahedron Young Investigator Award in Organic Synthesis (2007)
- Paul N. Rylander Award[нем.] (2008)
- International Catalysis Award, International Association of Catalysis Societies (2008)
- Mukaiyama Award, японское Society of Synthetic Organic Chemistry (2008)
- Mitsui Chemicals Catalysis Science Award, Япония (2009)
- Joseph Chatt Award[нем.], Королевское химическое общество (2009)
- NIH MERIT award[англ.] (2009, 2014)
- GlaxoSmithKline Scholars Award (2010)
- Einstein Visiting Fellowship, Берлин (2011)
- Herbert C. Brown Award for Creative Research in Synthetic Methods (2013)
- ACS Catalysis Lectureship for the Advancement of Catalytic Science (2013)[1]
- Nagoya Gold Medal Award (2014)
- Janssen Pharmaceutica[англ.] Prize for Creativity in Organic Synthesis (2014)
- Премия Уилларда Гиббса (2015)
- Премия столетия, Королевское химическое общество (2018)[2]
- Tetrahedron Prize[англ.] (2018)
- Премия Вольфа (2019)
- Премия имени Артура Коупа (2021)
- BBVA Foundation Frontiers of Knowledge Award (2024)